# Vinny Griffin
Vinny Griffin es un perro ficticio de la serie de televisión animada Padre de familia. La voz original en inglés es dada por Tony Sirico. Es un perro antropomorfo adoptado por la familia Griffin tras la muerte de Brian Griffin en un accidente automovilístico. Vinny es descendiente de italianos y es 1/16 parte gato. Es descrito por Steve Callaghan, productor ejecutivo de la serie, como "un chico de actitud ruda, pero inteligente".

## Historia
Un mes después de la muerte de Brian Griffin (en el episodio Life of Brian), la familia Griffin decide adoptar otra mascota. Tras ir a la tienda de animales encuentran a Vinny, y sus comentarios y simpatía le agradan a Peter, por tanto, deciden comprarlo. Todos los miembros de la familia estaban contentos con la nueva mascota, a excepción de Stewie, quien no quería relacionarse con Vinny por su tristeza por la muerte de Brian. Vinny decide hablar con Stewie, a quien dice que también sabe lo que es perder a un ser querido, pues él había sufrido la muerte de su antiguo dueño, un anciano llamado Leo que murió en un accidente de yoga. Stewie termina aceptando a Vinny como parte de la familia. Desde el episodio Into Harmony's Way, Vinny es visto como el nuevo miembro de la familia, bien acoplado a su nuevo hogar, apareciendo en la introducción de la serie en el puesto de Brian.
Cuando llega la Navidad, Stewie espera con ganas que llegue el carnaval navideño del centro comercial de Quahog. No obstante termina tremendamente decepcionado después de que su abuelo, Carter Pewterschmidt, propietario del centro, lo suspendiera. Peter consigue convencer a Carter para que devuelva el carnaval, no obstante Stewie sigue triste dado que todavía recuerda a Brian. Vinny intentará animarle con algunos regalos navideños e intentando imitar la personalidad de Brian, pero resulta inútil. Decide llevar a Stewie a la juguetería para que elija el regalo que más le guste. Una vez allí, se encontrarán casualmente con otro "yo" de Stewie, quien se encuentra viajando en el tiempo para comprar un juguete que todavía no había salido en su tiempo. Stewie idea un plan para hacerse con su dispositivo de viaje en el tiempo y así poder retroceder y salvar a Brian. Con la ayuda de Vinny lo consigue (quien aprovecha la vanidad de Stewie para distraerle). Vinny y Stewie se dan el último adiós, ya que salvando a Brian en el pasado, nunca se habrían conocido, y se agradecen mutuamente la ayuda. Stewie retrocederá en el tiempo y salvará a Brian en el último momento. La línea temporal original desaparece, surgiendo una nueva con Brian a salvo y con un profundo agradecimiento hacia Stewie, quien poco antes de desaparecer le contó lo sucedido. Será esta, por tanto, la última aparición de Vinny ya que él y los Griffin nunca se llegaron a conocer.[cita requerida]